# Guerra das colas

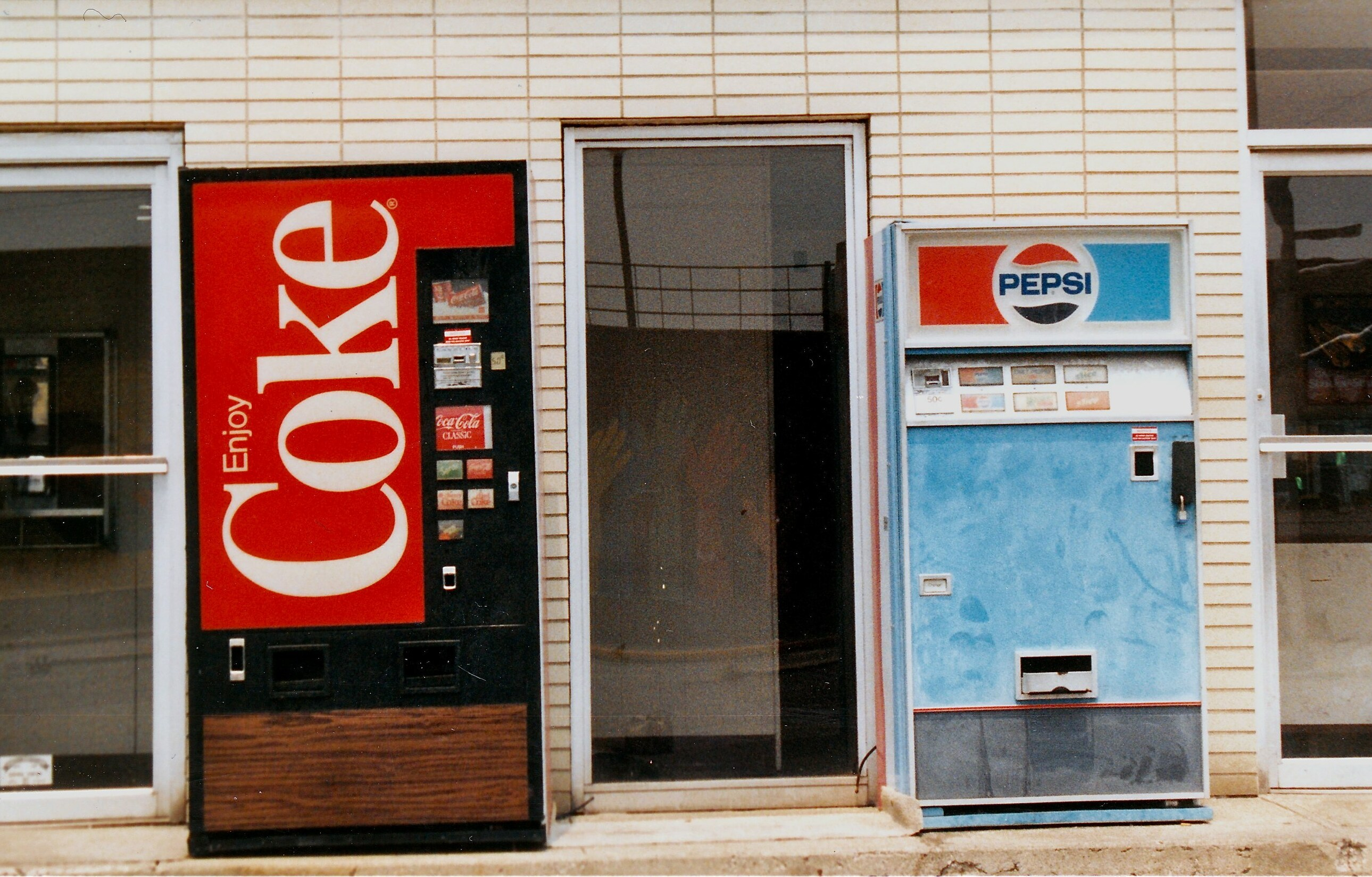
Máquinas de venda automática de Coca-Cola e da Pepsi em Indianápolis, Estados Unidos, 1988

As guerras das colas são a rivalidade de longa data entre os produtores de refrigerantes The Coca-Cola Company e PepsiCo, que se envolveram em campanhas de marketing mutuamente direcionadas para competição direta entre as linhas de produtos de cada empresa, especialmente suas principais colas, Coca-Cola e Pepsi.. Começando no final dos anos 1970 e início da década de 1980, a competição intensificou-se até ficar conhecida como a guerra das colas.

## História
Em 1886, John Stith Pemberton, um farmacêutico de Atlanta, Geórgia, desenvolveu a receita original da Coca-Cola. Em 1888, o controle da receita foi adquirido por Asa Griggs Candler, que em 1896 fundou a The Coca-Cola Company. Dois anos depois, em 1898, Caleb Bradham renomeou sua “Bebida de Brad” para “Pepsi-Cola” e formou a Pepsi-Cola Company em 1902, dando início à guerra das colas.
As duas empresas continuaram a introduzir técnicas de publicidade novas e contemporâneas, como o primeiro endosso de celebridade da Coca-Cola e o contorno da garrafa de 1915, até que a instabilidade do mercado após a Primeira Guerra Mundial forçou a Pepsi a declarar falência em 1923. Em 1931, a Pepsi faliu mais uma vez, mas recuperou-se e começou a vender os seus produtos a preços acessíveis de 5 cêntimos por garrafa, reacendendo a guerra das colas até hoje. A Pepsi foi oferecida para ser vendida para para a Coca-Cola após ambas as falências durante esta época, mas a Coca-Cola recusou todas as vezes.